# Aldo Mongiano
Aldo Mongiano IMC (* 1. November 1919 in Pontestura, Provinz Alessandria; † 15. April 2020 in Moncalvo, Provinz Asti) war ein italienischer Ordensgeistlicher und römisch-katholischer Bischof von Roraima in Brasilien.

## Leben
Aldo Mongiano trat der Ordensgemeinschaft der Consolata-Missionare bei und empfing am 3. Juni 1943 die Priesterweihe. Er wirkte zunächst als Missionar in Afrika und später in Lateinamerika. 
Papst Paul VI. ernannte ihn am 14. Mai 1975 zum Prälaten von Roraima und Titularbischof von Nasai. Der Bischof von Casale Monferrato, Carlo Cavalla, spendete ihm am 5. Oktober desselben Jahres die Bischofsweihe; Mitkonsekratoren waren Giuseppe Angrisani, Altbischof von Casale Monferrato und Luigi Bettazzi, Bischof von Ivrea. Er verzichtete am 26. Mai 1978 aufgrund der geänderten Vergaberichtlinien auf seinen Titularsitz Nasai. Nachdem die Territorialprälatur am 16. Oktober 1979 zum Bistum Roraima erhoben worden war, ernannte ihn Papst Johannes Paul II. am 4. Dezember desselben Jahres zu dessen erstem Diözesanbischof.
Am 26. Juni 1996 nahm Papst Johannes Paul II. seinen altersbedingten Rücktritt an. Mongiano kehrte nach Italien zurück und war in der pastoralen Arbeit des Erzbistums Turin tätig. Er lebte in seiner piemontesischen Heimatstadt Pontestura und zuletzt in der Altersresidenz Villa Serena in Moncalvo in der Provinz Asti. Er starb mit 100 Jahren an den Folgen eines Sturzes.